# Aleksander Miszalski

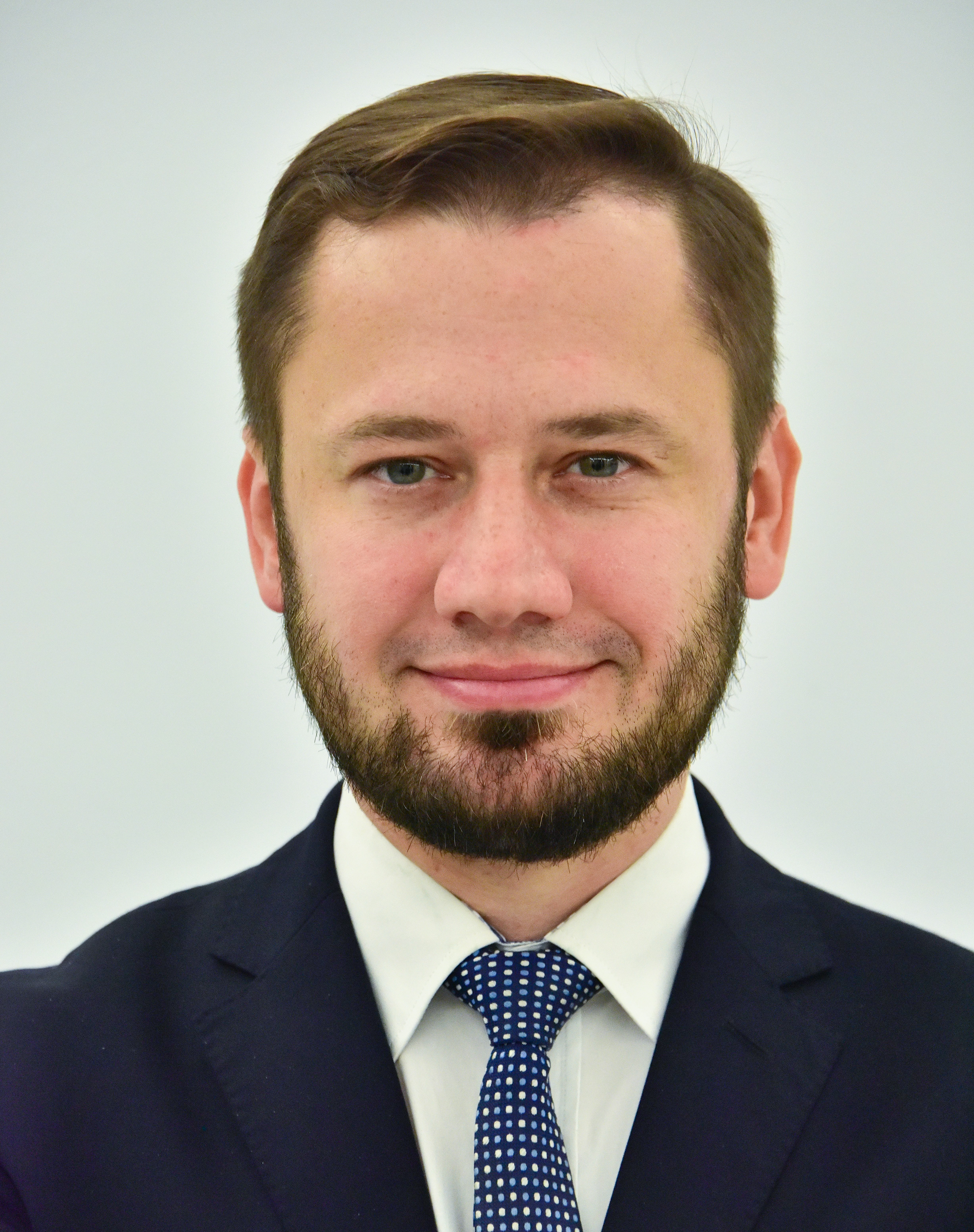
Aleksander Miszalski (2019)

Aleksander Miszalski (* 7. August 1980 in Krakau) ist ein polnischer Politiker (PO). Seit 2024 ist er Stadtpräsident von Krakau. Zuvor war er von 2019 bis 2024 Abgeordneter des Sejm.

## Ausbildung und Beruf
Nach dem Abitur auf der „Sekundarschule Nr. 2 König Jan III. Sobiesko“ in seiner Geburtsstadt studierte Miszalski nacheinander an der Wirtschaftsuniversität Krakau internationale Beziehungen, an der Jagiellonen-Universität Soziologie und an der Sportakademie Krakau Touristik. An der Wirtschaftsuniversität wurde er mit der Arbeit „Spezifisches Verhalten von Touristen, die die Dienste von Krakauer Herbergen nutzen“ zum Doktor der Sozialwissenschaften promoviert. Er gründete sein eigenes Unternehmen in der Tourismusbranche und wurde Präsident der Krakauer Tourismuskammer.

## Politik
Seit 2009 ist Miszalski Mitglied der Platforma Obywatelska, seit 2010 gehört er dem örtlichen Vorstand für Krakau an, und seit 2016 ist er Vorsitzender des Stadtverbandes. 2017 wurde er Parteivorsitzender in der Woiwodschaft Kleinpolen.
Nachdem er 2006 und 2010 noch vergeblich kandidiert hatte, wurde er bei den Selbstverwaltungswahlen 2014 erstmals in den Stadtrat gewählt. 2018 wurde er auf der Liste des „Wahlkomitees Jacek Majchrowski – Krakauer Bürger“, dem sich auch die PO beteiligt hatte, wiedergewählt.
Bei den Parlamentswahlen 2019 und 2023 wurde er jeweils auf der Liste der Koalicja Obywatelska in den Sejm gewählt.
Nachdem der bisherige Stadtpräsident Jacek Majchrowski erklärt hatte, nicht erneut zu kandidieren, nominierte die PO Miszalski im November 2023 als ihren Kandidaten für die 2024. Dort wurde er im zweiten Wahlgang mit 51,0 % der Stimmen zum neuen Stadtpräsidenten gewählt.